# Azizá
Os Azizás são um ou mais seres sobrenaturais presentes nas religiões tradicionais africanas.

## Descrição

### Na mitologia fon
Os Azizás são uma raça sobrenatural benéfica na mitologia fon. Em Benim foram descritos como seres que vivem na floresta e fornecem magia boa para caçadores. Eles também dotam as pessoas que encontram de habilidades práticas (incluindo conhecimento do uso do fogo) e conhecimento espiritual; dizem que introduziram os caçadores à arte da música e do canto. Nas ideias da crença popular, o artista é assimilado a ele porque seria possuído por essa divindade durante suas apresentações artísticas, portanto Azizás são considerados como uma fonte de inspiração que se apodera do corpo do artista.
São descritos como pessoas pequenas e cabeludas que vivem em formigueiros e mafumeiras.

### Na tradição oral Jeje
Embora os Azizás sejam geralmente descritos como um povo, algumas tradições também se referem a um único indivíduo pelo nome "Azizá", com características semelhantes. Por exemplo, a tradição oral Jeje tem uma divindade chamada "Azizá" (descrita como um homem pequeno e de uma perna só fumando um cachimbo ).

### Entre os urrobos
Azizá foi documentado como um deus dos urrobos do Delta do Níger Ocidental da Nigéria. Descrito como um homem grande com um só braço e uma só perna, vestindo branco.